# William Cottrill
Ne doit pas être confondu avec Joe Cotterill.
Pour les articles homonymes, voir Cottrill.
William « Joe » Cottrill (né le 14 octobre 1888 à Sheffield et décédé le 26 octobre 1972 dans la même ville) est un athlète britannique spécialiste du demi-fond. Affilié au Hallamshire Harriers, il mesurait 1,67 m pour 59 kg.

## Biographie

### Palmarès
| Date | Compétition           | Lieu      | Résultat | Épreuve            | Performance |
| ---- | --------------------- | --------- | -------- | ------------------ | ----------- |
| 1912 | Jeux olympiques d'été | Stockholm | 3e       | 3 000 m par équipe | 23 pts      |

### Records
| Épreuve      | Performance  | Lieu | Date |
| ------------ | ------------ | ---- | ---- |
| 1 500 mètres | 4 min 08 s 8 |      | 1912 |
| 3 000 mètres | 8 min 46 s 8 |      | 1912 |